# Speak to Me
«Speak to Me» es la primera cancióncompuesta por Nick Mason, grabada y publicado por la banda de rock progresivo Pink Floyd, lanzado el 1 de marzo de 1973, como parte del álbum The Dark Side of the Moon.

## Contexto
La idea original fue de Nick Mason. Cuando el álbum estaba completo y ensamblado, Mason tuvo la idea de hacer una obertura, resumiendo todo el disco, música y sonidos.
En un principio, Speak to Me iba a ser parte de Breathe, pero Mason quería un crédito de autor. Debido a esto la canción fue editada originalmente como una sola pista, pero dividida en dos partes, a. Speak to Me, b. Breathe.
El título de la canción era en un principio Nick's Section, durante los cuestionarios que se hacían a las personas para obtener grabaciones de voces, Alan Parsons repetía constantemente la frase "speak to me" (háblame), probando el nivel de volumen de los micrófonos al grabar, y de allí surgió el nuevo nombre.

## Créditos
Pink Floyd:
- Richard Wright - Teclados, sintetizador Synthi-A y sintetizador VCS3.
- Nick Mason - Edición y efectos de cinta.

Otros participantes
- Chris Adamson, Gerry Driscoll, Henry McCulloch, Liverpool Bobby, Puddy Watts, Roger The Hat - Voces y risas.
- Clare Torry - Voz.